# Tokuana
Tokuana là một chi bướm đêm thuộc phân họ Olethreutinae trong họ Tortricidae.

## Các loài
- Tokuana imbrica Kawabe, 1978